# Friedrich von Löffelholz
Friedrich von Löffelholz (Nürnberg, 1955. március 7. – 2017. október 2.) német kerékpárversenyző, olimpikon.

## Pályafutása
Részt vett az 1976-os montréali olimpián az országúti csapatversenyben negyedik helyezést ért el. Csapattársai Hans-Peter Jakst, Olaf Paltian és Peter Weibel voltak.